# Wuzhu
Jin Wuzhu (?-1148), ook bekend onder de verchineesde naam Wanyan Zongbi, was een prins, militair generaal en hoge ambtenaar van de door Jurchen geleide Jin-dynastie van China. Hij was de vierde zoon van Aguda (keizer Taizu van Jin), de stichter en eerste keizer van de Jin-dynastie.
Wuzhu begon zijn carrière in het leger op jonge leeftijd, toen hij deelnam aan de Jurchen-opstand onder leiding van zijn vader tegen de door Kitan geleide Liao-dynastie. Tussen eind jaren 1120 en 1130 vocht hij voor de Jin-dynastie in Jin-Song-oorlogen tegen de Noordelijke Song-dynastie en haar opvolgerstaat, de Zuidelijke Song-dynastie. In 1137 werd hij, als erkenning voor zijn bijdragen aan de strijd, aangesteld als Juiste Vice-maarschalk (右副元帥) en werd hij de "Prins van Shen" genoemd.
In het laatste decennium van zijn leven werd hij benoemd tot verschillende hoge posities aan het keizerlijke hof van Jin, waaronder de linkerkanselier, paleiswachter en maarschalk van de hoofdstad. Hij stierf aan ziekte in 1148. Tijdens zijn leven diende hij onder drie Jin-keizers: keizer Taizu van Jin (zijn vader), keizer Taizong van Jin (zijn oom) en keizer Xizong van Jin (zijn neef).